# Kirsten Verdel
Kirsten Verdel (Leiderdorp, 29 januari 1978) is een Nederlandse bestuurskundige, lobbyist en publiciste.

## Biografie

### Jeugd
Verdel groeide op in Roelofarendsveen. Na haar middelbareschooltijd in Leiden aan het Bonaventuracollege, studeerde ze bestuurskunde in Rotterdam, waarna ze ging werken bij het internetbedrijf XS4ALL. Ze werd lid van de Partij van de Arbeid en in 2005 ging ze na haar studie weg bij XS4ALL om te gaan werken op het Ministerie van Binnenlandse Zaken. Enkele weken later werd ze door Peter van Heemst gevraagd campagneleider te worden van de gemeenteraadsverkiezingen voor 2006 in Rotterdam. In 2006 was Verdel verkiesbaar voor de Tweede Kamer op de 58e plek van de PvdA-lijst. In een actie voor voorkeurstemmen werd een oproep gestuurd naar alle fans van de Osdorp Posse, waar Verdel elf jaar de mailinglijst bijhield. Om deze actie werd ze door de groep aan de kant gezet. Na de gemeenteraadsverkiezingen vertrok ze voor enkele maanden naar China, waar ze werkte in een weeshuis voor gehandicapte kinderen. Na haar terugkeer in Nederland ging ze werken op het partijbureau van de PvdA voor de Tweede Kamerverkiezingen van 2006. In 2007 werd ze tussentijds Statenlid voor de PvdA in Zuid-Holland.

### Verkiezingscampagne Obama
In 2007 kreeg ze de Canadese Sauvé Scholarship beurs toegewezen. Met deze beurs vertrok Verdel naar de Verenigde Staten, waar ze tijdens presidentsverkiezingen van 2008 als enige buitenlander werkte op het landelijk hoofdkwartier van de Democratische Partij. Tijdens deze campagne schreef zij stukken over haar belevenissen voor Vrij Nederland en Het Financieele Dagblad. Ook was zij regelmatig te horen op BNR Nieuwsradio en Radio 1 over de voortgang van de campagne. Na de winst van Obama keerde zij terug naar Nederland. Op 19 januari 2009 bracht zij het boek Van Rotterdam naar het Witte Huis uit over haar tijd in het campagneteam van Obama. Daarnaast verscheen ze regelmatig in de media om te praten over het beleid van de Amerikaanse president.

### Betrokkenheid bij DSB
In september 2009 werd Verdel door Dirk Scheringa gevraagd om bij de DSB Bank te komen werken om het imago van de bank te verbeteren. Dit weigerde ze, maar ze deed wel het aanbod om, met een collega, enkele uren per week verschillende bankfilialen en -producten van DSB door te lichten, om te controleren of de productportfolio van DSB op orde was. Scheringa had aangegeven dat dit sinds april 2009 het geval zou zijn. Hierbij plaatste ze wel de kanttekening, dat als Scheringa haar zou voorliegen, zij de wantoestanden openbaar zou maken. Voordat zij echter deze taak op zich kon nemen, raakte de bank in een vrije val. Hierop werd Verdel gevraagd om, als adviseur, bij te springen tijdens de laatste weken van het bestaan van de bank. Over deze periode bracht ze in 2010 het boek Project Homerus uit, dat deels gebaseerd is op exclusieve interviews met Scheringa.
Sinds 2009 is Verdel verbonden aan het public affairs bureau Publyon.